# Britta Kamrau
Britta Kamrau, vollständiger Name (seit ihrer dritten Eheschließung) Britta Kamrau-Fiedler (* 6. April 1979 in Rostock) ist eine ehemalige deutsche Langstreckenschwimmerin und aktuelle Oberstaatsanwältin im Justizdienst des Landes Mecklenburg-Vorpommern.

## Werdegang
Kamrau besuchte bis zu ihrem Abitur 1998 die CJD Jugenddorf-Christophorusschule Rostock.
Sie startete für den SC Empor Rostock 2000. Ihre Strecken sind normalerweise zwischen 5 und 25 km lang, manchmal auch länger. 2002 wurde sie Weltmeisterin bei den Freiwasserweltmeisterschaften in Scharm El-Scheich über 10 km und holte zudem Bronze über 25 km. Bei den Weltmeisterschaften 2003 in Barcelona gewann sie über 5 km die Bronzemedaille und über 25 km die Silbermedaille. 2004 gelang ihr bei den Weltmeisterschaften im Freiwasserschwimmen in Dubai ein Double: sie wurde Weltmeisterin über die 10 und 25 km.
Bei den Weltmeisterschaften 2005 lieferte sie sich ein packendes Rennen mit der Niederländerin Edith van Dijk über 25 km. Sie kamen gleichauf ins Ziel. Zunächst wurde Kamrau als Weltmeisterin mit einer Zehntelsekunde Vorsprung ausgerufen. Die Jury entschied wenig später, dass van Dijk mit drei Zehntelsekunden Vorsprung gewonnen habe. Kamrau blieb die Silbermedaille.
Den WM-Titel über 25 km holte sie bei den Weltmeisterschaften 2007 in Melbourne. Am 25. März 2007 gewann sie souverän mit 2:27 Minuten Vorsprung vor der US-Amerikanerin Kalyn Keller und der Russin Xenia Popowa. Das Rennen war am Vortag witterungsbedingt bei der Hälfte der Strecke abgebrochen worden, zu einem Zeitpunkt, als Kamrau bereits klar in Führung lag. Am Folgetag war das Rennen mit der verbleibenden Hälfte fortgesetzt worden, die Schwimmerinnen gingen mit dem Zeitabstand des Vortages in den Wettkampf.
Am 26. November 2005 erreichte sie den 2. Platz des TV-total-Turmspringens.
Am 24. November 2007 gelang ihr derselbe Erfolg noch einmal. In den Jahren 2009 und 2011 nahm sie gleichfalls am TV-Total-Turmspringen sowohl im Einzel als auch im Synchronspringen mit der Beach-Volleyballerin Ilka Semmler teil.
Britta Kamrau hat ein Studium der Rechtswissenschaft an der Universität Rostock und ihr Referendariat in Rostock absolviert. Am 27. Juni 2012 wurde sie in Mecklenburg-Vorpommern zur Richterin auf Probe ernannt. Heute ist sie Oberstaatsanwältin bei der Generalstaatsanwaltschaft in Rostock.
Dem Sport verbunden geblieben ist sie zunächst als Mitglied der Athletenkommission der FINA (2009–2022). Aktuell ist sie Mitglied des Technischen Komitees für Freiwasserschwimmen im Weltverband World Aquatics. Sie ist zudem Vorsitzende des DSV-Schiedsgerichts.

## Publikationen
- Britta Kamrau-Fiedler: Die Verwaltung gesicherter Immobilien im strafrechtlichen Ermittlungsverfahren und die Regelungen des § 111m StPO. In: Der Deutsche Rechtspfleger (Rpfleger) 2021, Heft 3, S. 137–140.